# ABC Color
ABC Color è un quotidiano paraguaiano, fondato nel 1967, il cui primo numero vide la luce nell'8 agosto del medesimo anno.

## Storia

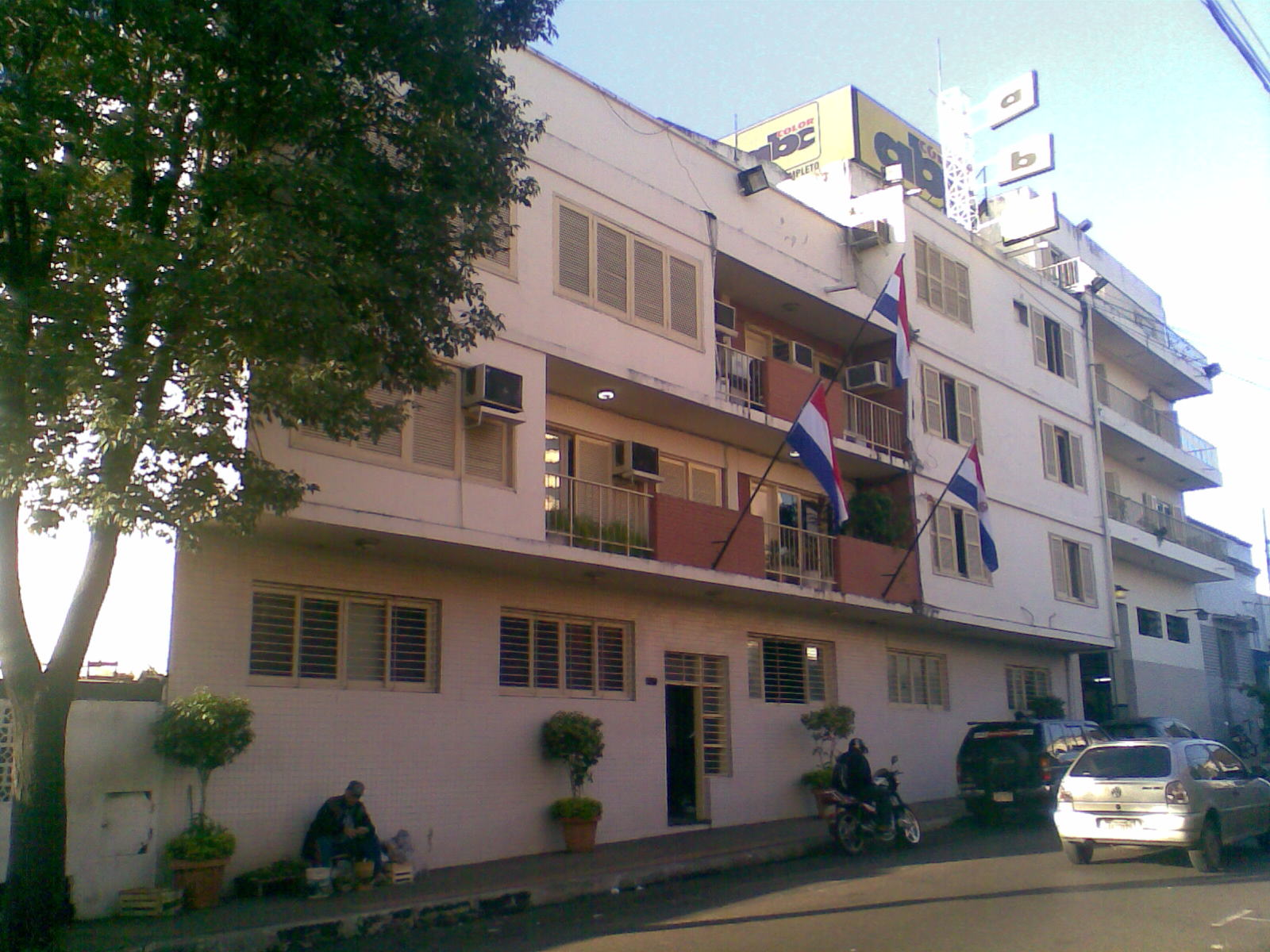
Facciata dell'edificio del quotidiano

ABC Color fu inaugurato l'8 agosto del 1967 in presenza del presidente e dittatore del Paraguay e comproprietario del giornale Alfredo Stroessner. Aldo Zuccolillo, direttore e fondatore del quotidiano, in un passaggio del discorso inaugurale disse: «Questo sarà un grande giornale, al servizio di un grande governo».
Fu il primo giornale in Paraguay che stampò le pagine a colori, usò il formato tabloid e a raggiungere una distribuzione non solo nella capitale, ma in tutto il paese.
Anche se inizialmente favorevole al regime dittatoriale, il giornale assunse una posizione differente alla fine degli anni settanta e gli inizi degli anni ottanta. Questo valse nel 1983 al direttore Zuccolillo la detenzione in carcere per alcuni giorni, per aver espresso opinioni contrarie a quelle del regime. L'anno seguente, il 22 marzo, il giornale fu sospeso definitivamente per ordine del Ministro degli Interni paraguaiano; mesi prima invece era stato invece esiliato il giornalista  uruguaiano José María Orlando. Dopo la sospensione, fu impedito ai giornalisti di fondare o lavorare in altri mezzi di comunicazione e Zuccolillo fu incarcerato in più occasioni. Dopo la caduta della dittatura, avvenuta nel 1989, il giornale poté riprendere la produzione.
Dalla sua riapparizione pubblica diverse riviste supplementari: ABC Color, Cultural, Económico, Nosotras, Estudiantil, Salud, Mujer, ABC Rural, Casa y Jardín, Weekend, Mundo Digita.

## Versione digitale
Nella metà del 1996 ABC Color lanciò ABC Digital, il primo quotidiano paraguaiano su Internet. Nel 2006 ABC Digital è l'ottavo sito più visitato in Paraguay e il sito di notizie più frequentato. ABC Digital ristrutturò il proprio sito web nell'aprile del 2008, per soddisfare le esigenze del lettore del sito web di notizie online.